# Flancare Park
Flancare Park è uno stadio irlandese, situato a Longford, capoluogo dell'omonima contea. Vi disputa le proprie partite casalinghe la Longford Town Football Club, che milita nella League of Ireland Premier Division. Su questo terreno si sono disputati molti match internazionali a livello giovanile. L'impianto stesso ha subito una grande ristrutturazione al termine della stagione calcistica 2000-2001. È dotato di un buon terreno, riflettori, spogliatoi piccoli ma all'avanguardia, docce e servizi igienici anche per tifosi. L'impianto constava, alla fine di quella ristrutturazione, di due tribune, di cui una sola coperta e dotata di seggiolini. È collocato nella zona occidentale della città, lungo la N5.
La promozione del Longford Town nella massima categoria ha comportato un'ulteriore riammodernamento. Grazie a fondi locali e ad alcuni fatti pervenire dalla FAI, oggigiorno lo stadio è dotato di due tribune completamente ricoperte da seggiolini e di una capienza di 6850 posti.